# 第七代威斯敏斯特公爵休·格罗夫纳
休·理查德·路易斯·格罗夫纳，第七代威斯敏斯特公爵（英語：Hugh Richard Louis Grosvenor, 7th Duke of Westminster，1991年1月29日—），在2016年8月前被称为格罗夫纳伯爵，英国贵族、亿万富翁、商人和格罗夫纳集团的拥有者。他于2016年8月9日因父亲第六代西敏公爵傑拉德·格羅夫納骤逝而继承爵位，成为威斯敏斯特公爵。 截至2021年，公爵及其家人在《星期日泰晤士报》富豪榜上排名第12，估计净资产为100.45亿英镑。

## 早年生活
休·理查德·路易斯·格罗夫纳 （Hugh Richard Louis Grosvenor）是第六代威斯敏斯特公爵杰拉尔德·格罗夫纳（Gerald Grosvenor）和他的妻子娜塔莉亚（née Phillips）的第三个孩子，也是他们唯一的儿子。他于1991年6月23日受洗。
他具有来自母亲一方的俄罗斯罗曼诺夫王朝皇室血统，同时也是俄罗斯作家亚历山大·普希金和他的妻子娜塔丽娅·尼古拉耶夫娜·冈察洛娃的后裔，更具有普希金的曾祖父——由非洲获释的自由民转变为俄罗斯贵族的阿布拉姆·彼得罗维奇·加尼巴尔的血统。休·格罗夫纳同时也是扎波罗热盖特曼彼得·多罗申科和娜塔莉亚·尼古拉耶夫娜·冈察洛娃的后裔，后者是前者这位著名的乌克兰盖特曼的玄孙女。
他的姐姐是塔玛拉·凯瑟琳·格罗夫纳夫人（已婚，与休·范·卡特森的儿子爱德华·范·卡特森结婚） 和埃德温娜·路易斯·格罗夫纳夫人（已婚，配偶为英国历史学家和电视节目主持人丹·斯诺 ）。后者是监狱改革者和慈善家，她与他人共同创立了The Clink餐厅。公爵最小的妹妹是维奥拉·乔治娜·格罗夫纳夫人。

## 教育
公爵所有的兄弟姐妹幼时起初都在当地的一所公立学校接受教育，随后入读一所小型私立走读学校莫斯廷家庭学校，靠近公爵家族所在地伊顿庄园。2000年至2009年间，他就读于什罗普郡的埃尔斯米尔学院，在他就读于埃尔斯米尔学院的最后一年里，他担任了学校级长、梅内尔之家的队长和第十一足球队的队长。他被授予全彩足球奖，并且作为学校联合服务队的一员，最终赢得了BTEC公共服务一等文凭。
2010至2013年间，他在纽卡斯特大学学习农村管理，以二等以上荣誉理学学士学位毕业。

## 职业
大学毕业后，当时的格罗夫纳伯爵于2013至2014年在Wheatsheaf Investment从事房地产管理工作，并于2014至2015年在家族企业格罗夫纳集团工作，之后于2016年1月成为了绿色能源公司Bio-bean的客户经理。
2016 年 8 月，父亲第六代威斯敏斯特公爵杰拉尔德·格罗夫纳去世后，他继承了当时约90亿英镑的遗产，并为他的姐妹们提供了价值可观的信托基金。这笔财富存放在信托中，当他成为第七代威斯敏斯特公爵时，他是受益所有人，而不是合法所有人——这一安排受到了媒体的广泛关注，因为它赋予了遗产税豁免。他擁有的財產包括位於格羅夫納廣場的土地，美國駐英國大使館曾租用該地建造大使館。

## 个人生活
公众对公爵的个人生活知之甚少。然而，在2013年8月，他被任命为剑桥的乔治王子的教父。
2020年4月，公爵捐赠了数百万英镑，用于支持英国政府应对2019冠状病毒病疫情和国民医疗服务体系（NHS）。
2023年4月，公爵与奥利维亚·格蕾丝·亨森（1992年出生）的订婚消息公布。亨森曾与尤金妮公主一同就读于马尔伯勒学院，她是鲁珀特·科尼利厄斯·布鲁克·亨森（1962年出生）和卡罗琳·贝琳达·弗里斯比（1963年出生）的女儿，其曾祖母是杰拉尔丁·玛丽安娜·霍尔女爵（原姓赫维，1955年去世），她是第五代拉特兰公爵的曾孙女。
这对夫妇于2024年6月7日在切斯特大教堂举行婚礼。威爾斯親王威廉担任了他们的伴郎。宾客包括尤金妮公主和利奇菲尔德伯爵夫人莱诺拉。婚礼由切斯特大教堂教长蒂姆·斯特拉特福德主持，切斯特主教马克·坦纳发表了讲道。
2025年7月27日，他們的女兒科西瑪·弗洛倫斯·格羅夫納女勳爵（Cosima Florence）出生。

## 纹章

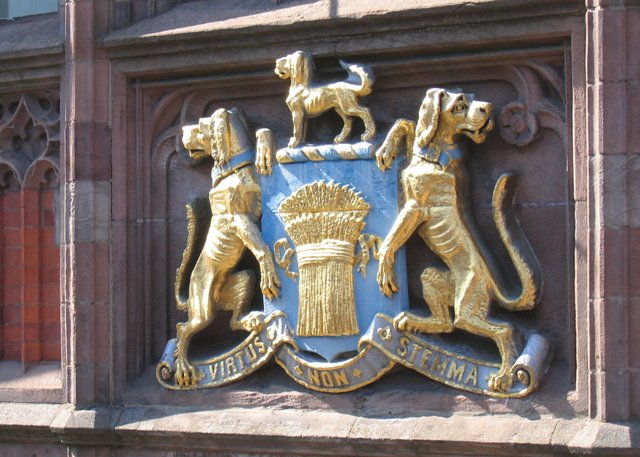
格罗夫纳家族纹章

第七代威斯敏斯特公爵的个人纹章